# 彭佩迪
彭佩迪（1944年3月5日—），加拿大政治人物，2006年-2008年間以加拿大新民主黨黨員身份擔任加拿大國會下議院素里北選區議員，2002年-2005年間任職卑詩省素里市議員，1991年-2001年間以卑詩新民主黨黨員身份擔任卑詩省議會素里紐頓選區議員，1986年-1991年間則任職素里教育局學務委員，為加拿大唯一一位曾當選學務委員、市議員、省議員和國會下議員的女性政治人物。
她出任卑詩省議員期間，曾於新民主黨黨籍省長哈葛、簡嘉年、苗禮義和杜新志內閣中任職勞工、衛生及教育廳長等職務。

## 生平
她生於安大略省多倫多，曾任職護士，1981年隨丈夫羅拔（Robert Priddy）遷居卑詩省素里，在當地擔任護士教師。1986年市選她代表素里地方選民團隊（Surrey Municipal Electors）競逐素里教育局學務委員並告當選，首度出任民選公職，其後則成為隸屬新民主黨的素里公立選民團隊（Surrey Civic Electors）成員。
1991年省選她代表卑詩新民主黨競逐省議會素里紐頓選區議席，擊敗在任省長和卑詩社會信用黨黨魁莊思頓當選省議員。她於同年11月獲省長哈葛委任入閣，出任婦女平等事務廳長。簡嘉年於1996年2月繼任省長後，調派彭佩迪出任勞工廳長。
她於1996年省選連任素里紐頓選區省議員，同年6月起短暫出任小型企業、旅遊及文化廳長。1996年9月她調任新設的兒童及家庭廳長，1998年2月則改任衛生廳長及專責長者事務廳長，並於苗禮義出任省長和新民主黨臨時黨魁期間保留該兩職務。杜新志於2000年2月繼任省長後，調派彭佩迪出任教育廳長。
當時新民主黨受醜聞拖累而民望低落，彭佩迪亦於2000年10月30日宣布不會在翌年省選尋求連任，數日後則被撤掉內閣職務。她於2001年卸任省議員後，2002年改為參選素里市議會，當選後任職一屆市議員至2005年。
以獨立身份議政的加拿大國會下議院素里北選區議員查克·卡德曼去世後，彭佩迪於2006年聯邦大選代表加拿大新民主黨競逐該議席。縱使彭佩迪與卡德曼夫婦政見有異，大家仍份屬好友，她亦於該次大選中獲卡德曼遺孀唐娜支持。彭佩迪最終擊敗保守黨候選人馬塔（David Matta）當選素里北選區下議員，2006年-07年出任新民主黨衛生評議員，2007年-08年則任該黨公共安全評議員和助理司法評議員。她於2008年7月宣布不會競逐來屆聯邦大選，同年卸任下議員。
她與丈夫育有一子一女。1995年12月她確診患有乳癌後進行手術和放射性治療，1996年省選結束後則進行化療，後全面康復。她從2011年-20年間出任溫哥華菲沙港口局理事會的大溫哥華地區城鎮代表。

## 外部連結
- （英文）彭佩迪 – 加拿大国会传记
- （英文）卑詩省議會網站 彭佩迪議員簡介 （页面存档备份，存于）